# Игрицкая, Александра Борисовна
Александра Борисовна Игрицкая — советский хозяйственный, государственный и политический деятель.

## Биография
Родилась в Орле в 1894 году. Старшая из 11 детей в семье священника Бориса Николаевича Игрицкого (1872-1933) и Александры Николаевны Игрицкой (в девичестве Никольской).
С 1914 года - на хозяйственной, общественной и политической работе. В 1914-1963 гг. — в хирургическом отделении Орловской губернской женской больницы, в госпиталях и эпидемическом отряде в Орле и Орловском уезде, в ординатуре гинекологической клиники 2-го Медицинского университета, заведующая гинекологическим отделением 2-й Советской (Брянской) больницы, военврач 2-го ранга, заведующая гинекологическим отделением Брянской областной больницы.
Избиралась депутатом Верховного Совета РСФСР 5-го созыва.
Умерла в Брянске в 1963 году.